# Incredible Hulk Coaster
Pour les articles homonymes, voir Hulk (homonymie).
The Incredible Hulk est un parcours de montagnes russes lancées du parc Universal's Islands of Adventure. L'attraction prend pour thème le super-héros Hulk. C'étaient les seules montagnes russes lancées construites par Bolliger & Mabillard jusqu'à l'ouverture de Thunderbird à Holiday World en 2015. À son ouverture, l'attraction avait le cobra roll le plus haut du monde, d'une hauteur de 34 mètres.
Le 14 août 2015, Universal a annoncé que les montagnes russes feraient l'objet d'importants travaux d'amélioration et de rénovation,. L'attraction a été fermée le 8 septembre 2015 et a rouvert au public le 4 août 2016, après plusieurs jours de répétitions techniques,. La rénovation a impliqué d'importantes modifications dans la file d'attente ainsi que sur le parcours et l'ajout d'une storyline,.

## Parcours

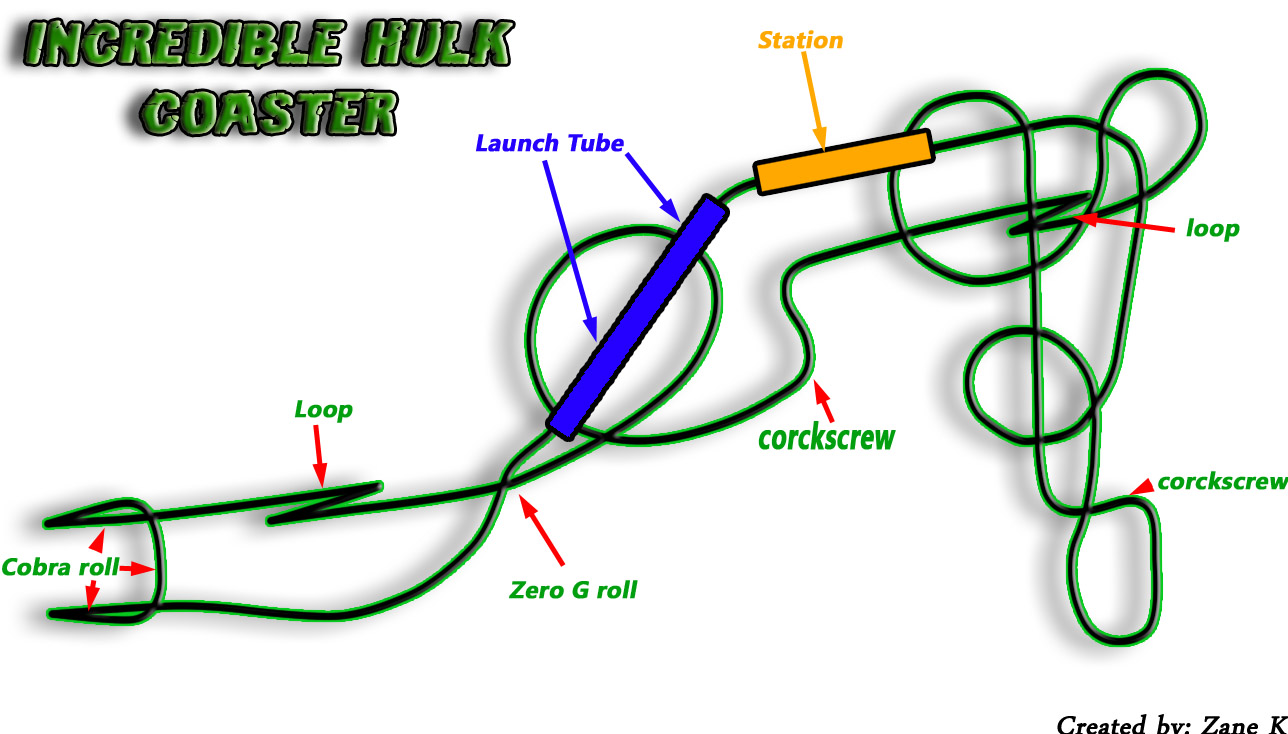
Plan du parcours.

Le train commence par faire faire une accélération de 0 à 64,4 km/h en deux secondes à l'intérieur d'un tunnel long de 45,7 mètres, qui monte jusqu'à une hauteur de 34 mètres. À la sortie du tunnel, le train va dans un zero-G roll, fait un descente de 32 mètres, et va dans un cobra roll. Il fait un looping vertical, puis passe dans un tunnel. À cet endroit du parcours, le train a atteint la vitesse d'environ 105 km/h. Le train tourne autour du premier tunnel et fait un tire-bouchon. Ensuite, il y a un looping vertical plus petit, suivi de deux overbanked turns. Le train est ralenti dans une zone de freinage avant d'être envoyé dans une descente vers un tire-bouchon et de faire demi-tour. Les passagers passent ensuite vers un appareil photo puis atteignent les freins finals après une descente en hélice.

## Technologie
L'attraction utilise une catapulte par MTS (Mechanical Testing & Simulation). Le lancement dans la montée demande beaucoup d'énergie. Le parc a construit plusieurs moteurs avec des grands volants d'inertie, pour fournir beaucoup d'énergie au même moment.

## Caractéristiques

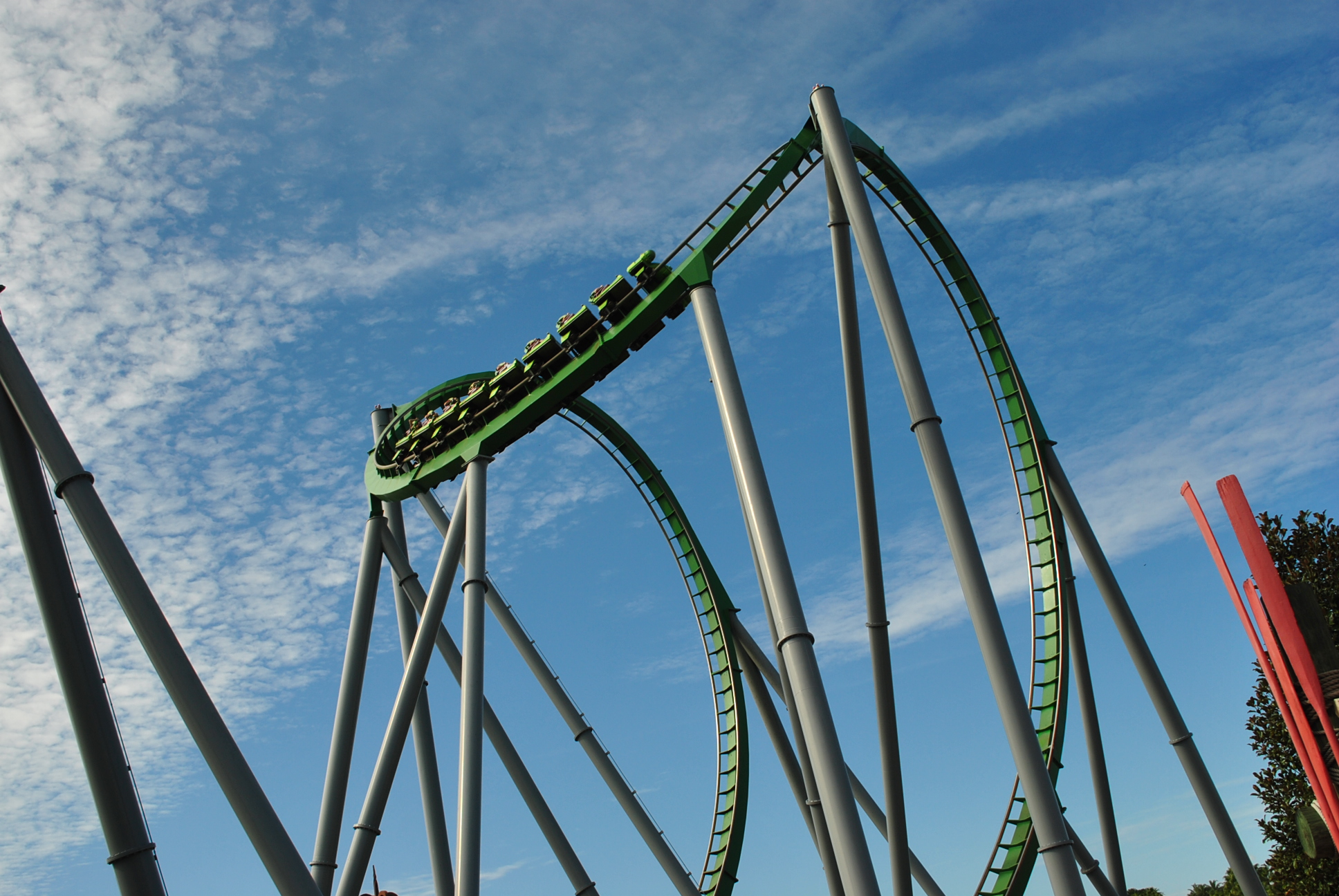
Train dans le cobra roll.

- 7 inversions: un zero-G roll, un cobra roll (deux inversions), un looping vertical, un tire-bouchon, un deuxième looping vertical et un deuxième tire-bouchon
- Conception : Bolliger & Mabillard - Universal Creative - Werner Stengel
- Construction : Bolliger & Mabillard
  - Catapulte par MTS (Mechanical Testing & Simulation)
- Accélération subie : 4 g
- Trains : 3 par parcours
  - 8 wagons par train
  - 32 passagers par train
- Débit théorique : 1 920 personnes/h
- Taille requise : 1,37 m

## Récompenses et classements
L'attraction a été élue "meilleures montagnes russes" par les téléspectateurs de Discovery Channel en 1999 . Elle a aussi reçu le prix Theme Park Insider Awards de meilleures montagnes russes en 2003.
| Rang | 26 | 29 | 43 | 35 | 47 |

| Rang | 3 | 11 | 14 | 19 | 18 | 28 | 27 | 32 | 36 | 39 | 43 | - | 55 | 66 |

## Galerie

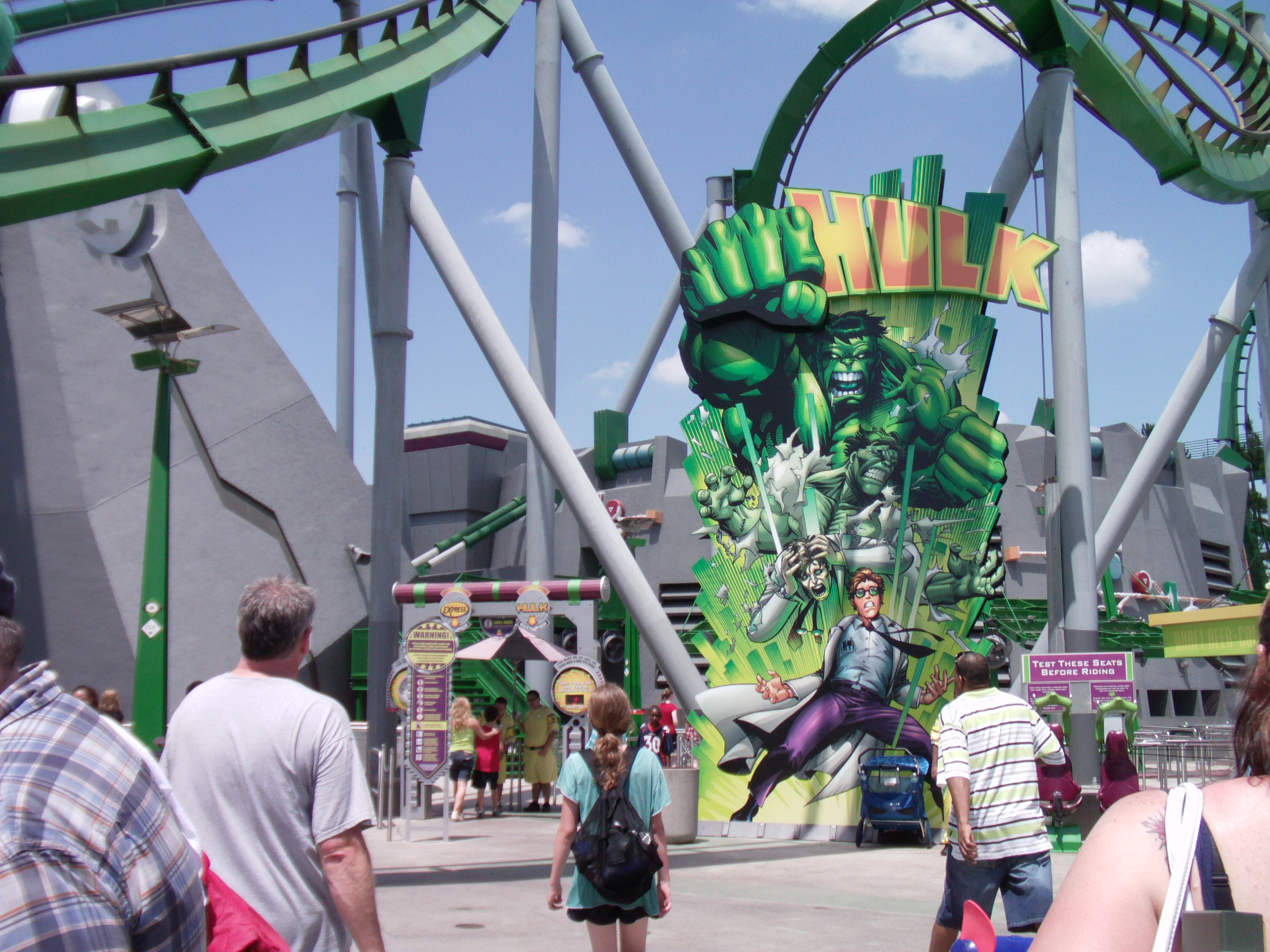
Entrée de l'attraction en 2010.
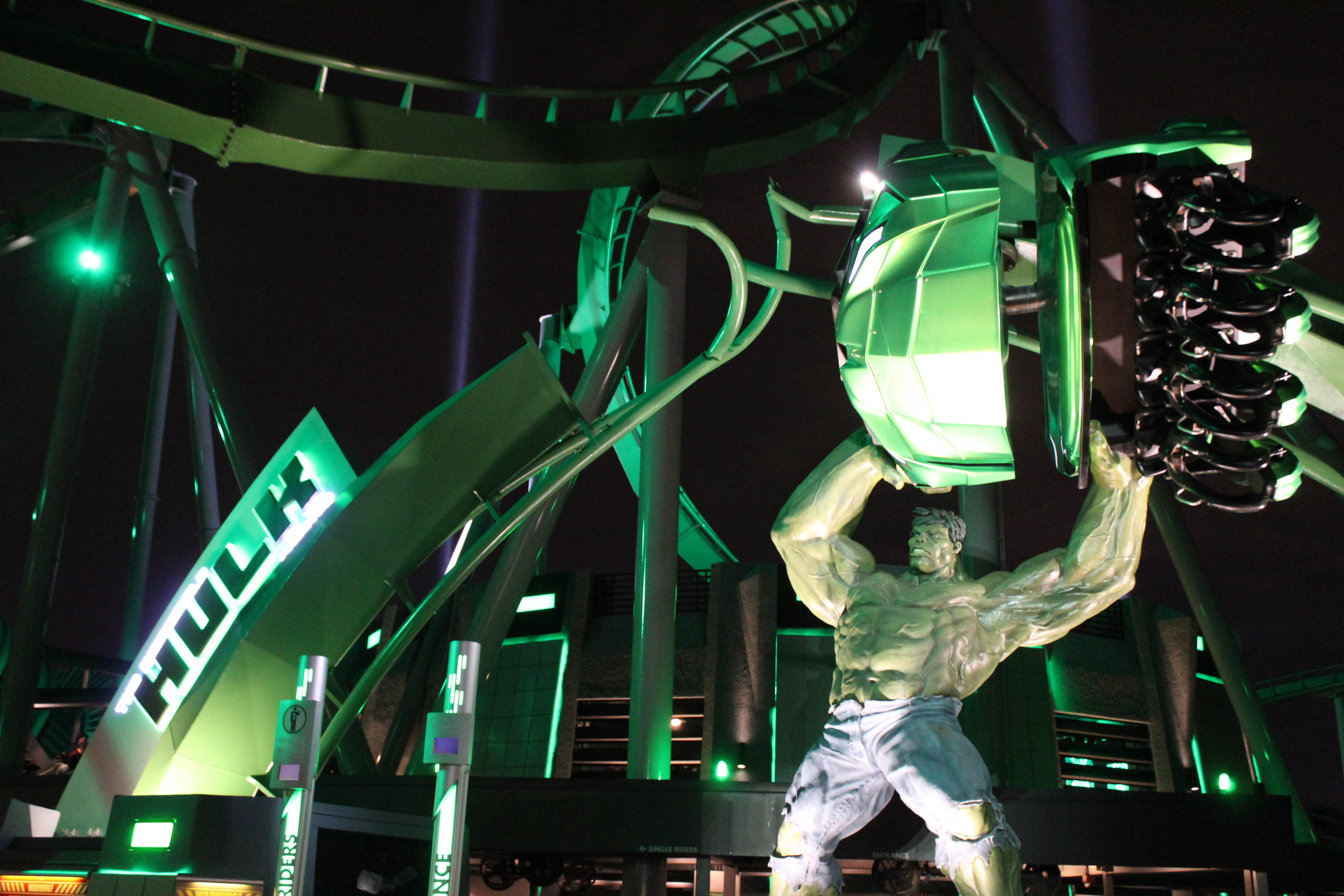
Entrée de l'attraction en 2019.
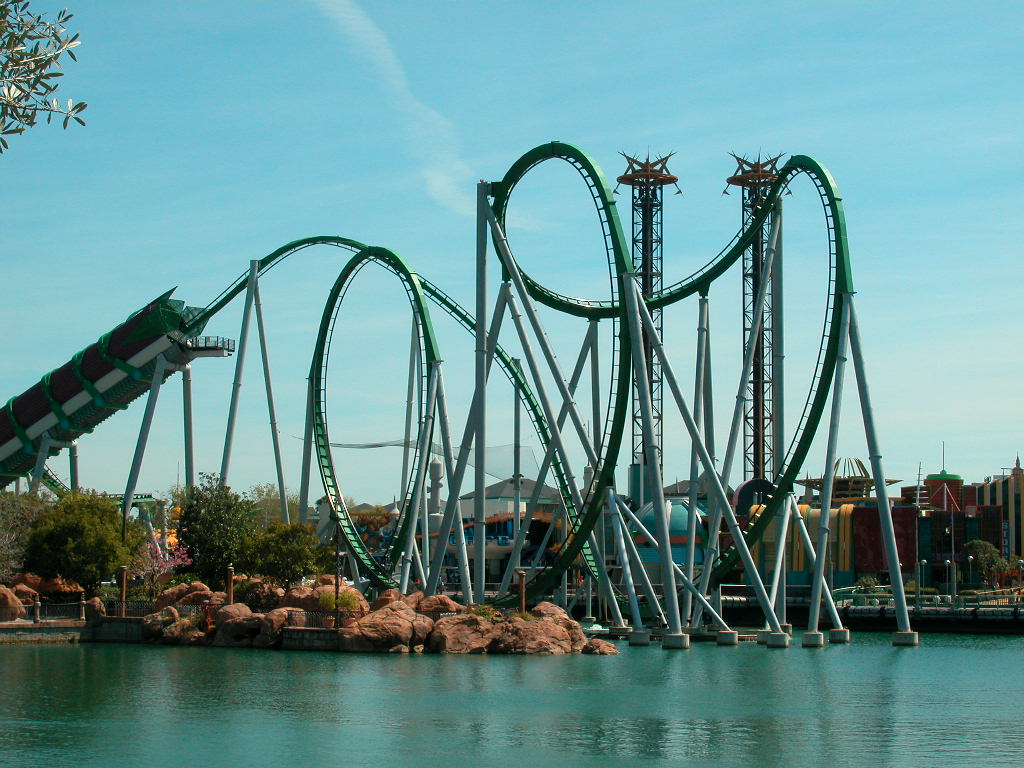
Vue d'ensemble.
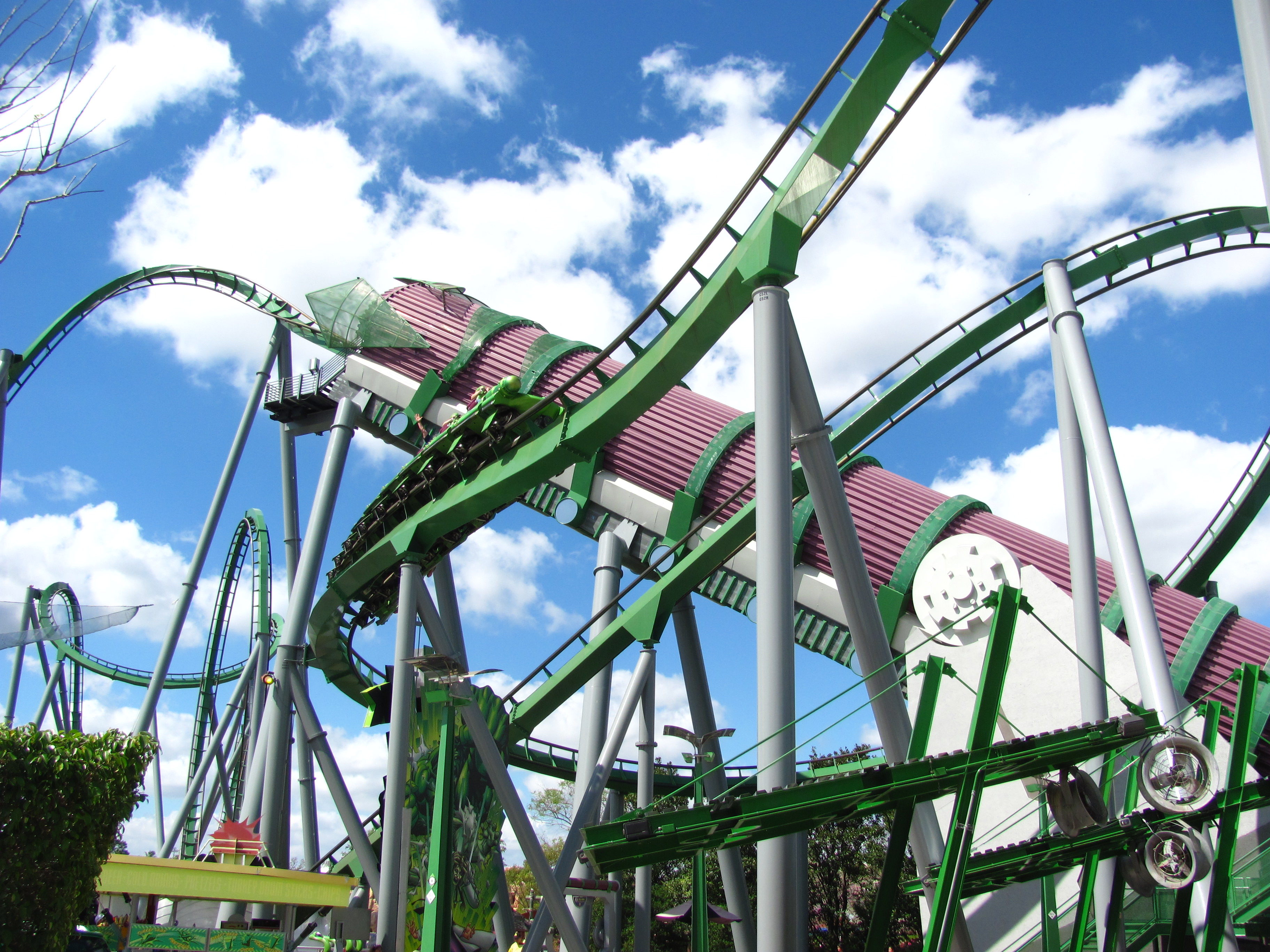
Tunnel de lancement.
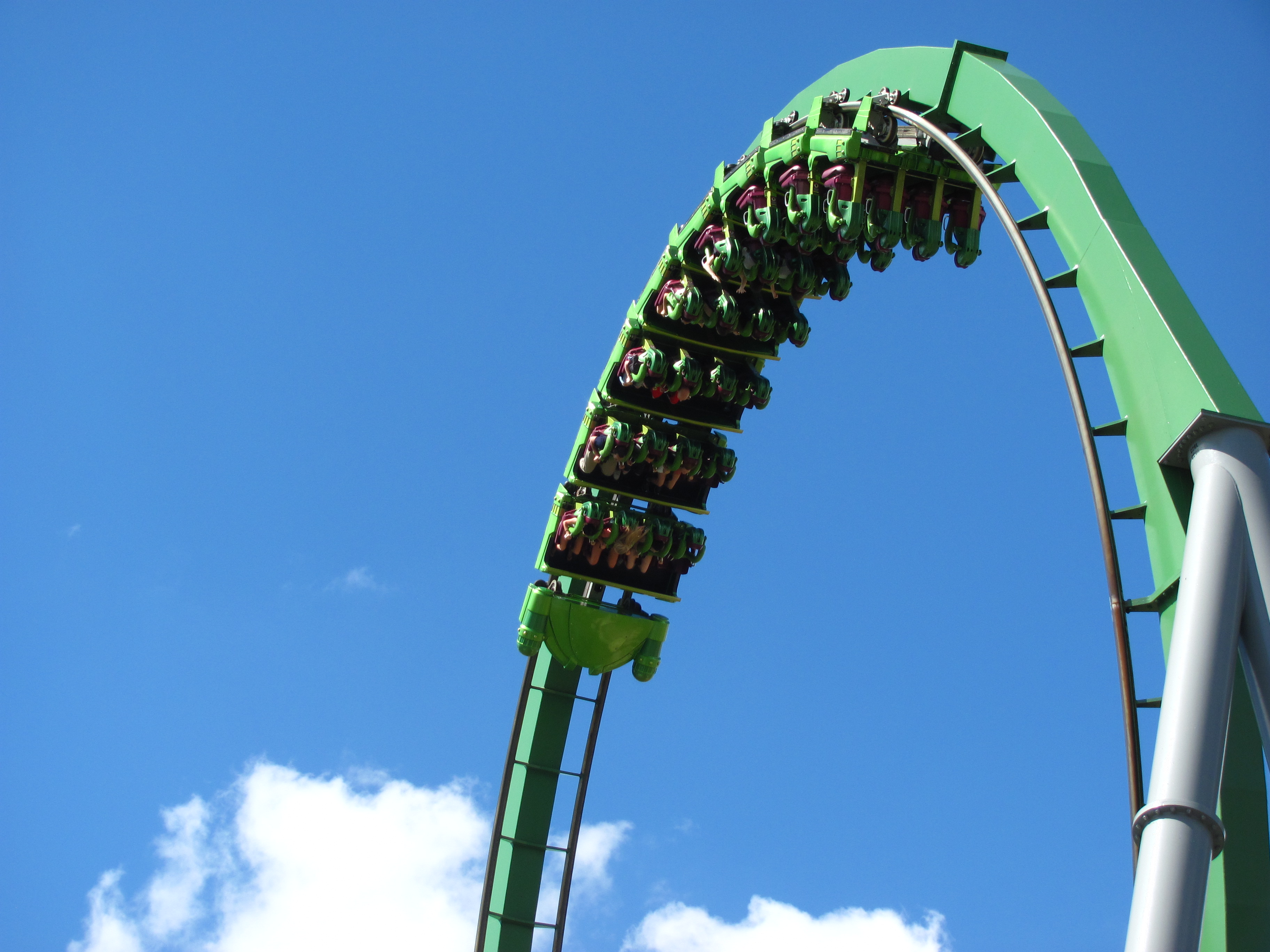
Train dans le looping vertical.